# Pyrrhura frontalis
El perico de vientre rojo (Pyrrhura frontalis), también llamado Chiripepé Cabeza Verde es una especie de ave de la familia de los loros (Psittacidae) autóctona del sureste de Brasil, Paraguay, Uruguay y Argentina.

## Subespecies
Se reconocen dos subespecies de Pyrrhura frontalis:
- Pyrrhura frontalis frontalis (Vieillot, 1818) – este de Brasil
- Pyrrhura frontalis chiripepe (Vieillot, 1818) – sudeste de Brasil a sudeste de Paraguay y norte de Argentina

Una tercera subespecie, kriegi, fue describida en Bahia por Alfred Laubmann en 1932, pero hoy en día es considerada un sinonimio o variante morfológica de la subespecie frontalis que forma alrededor del 20% de los especímenes en su supuesta distribución geográfica. Se le distingue por una punta marrón-rojiza angosta en la cola.

## Descripción
El perico de vientre rojo mide entre 24 y 28cm, con un peso aproximado de 72 a 94 gramos, y es color verde con areas marron rojizas en el vientre, la base del pico y bajo la cola, un sección amarillo-verdosa en el area frontal de cuello con un aspecto "escamado", pequeñas manchas blancuzcas a los lados de la cabeza y circulos blancos alrededor de los ojos. Sus plumas primarias son azuladas por fuera y verdes por dentro, con puntas oscuras, y tienen el pico negro.
Su nombre científico "frontalis" es en referencia a su vientre amarronado, que lo separa de la mayoría de las especies similares.
El dorso de la cola en la subespecie nominal P. f. frontalis tiene un gradiente que va del amarillo verdoso al rojo, mientras que en la subespecie P. f. chiripepe es enteramente amarillo verdoso y carece de estas puntas rojizas.